# Rio Paranhana
O rio Paranhana é um rio localizado no estado do Rio Grande do Sul, no Brasil. A sua nascente está localizada no limite entre os municípios de Canela e São Francisco de Paula, a cerca de 900 metros de altitude. O rio banha as cidades de Igrejinha, Parobé, Três Coroas e Taquara, onde deságua no Rio dos Sinos. Seu nome vem do guarani (ou do tupi) e significa rio que corre ligeiro, de pará, rio, e nhan, verbo correr, mais o sufixo substantivador -a.